# プエブロ (たばこ)

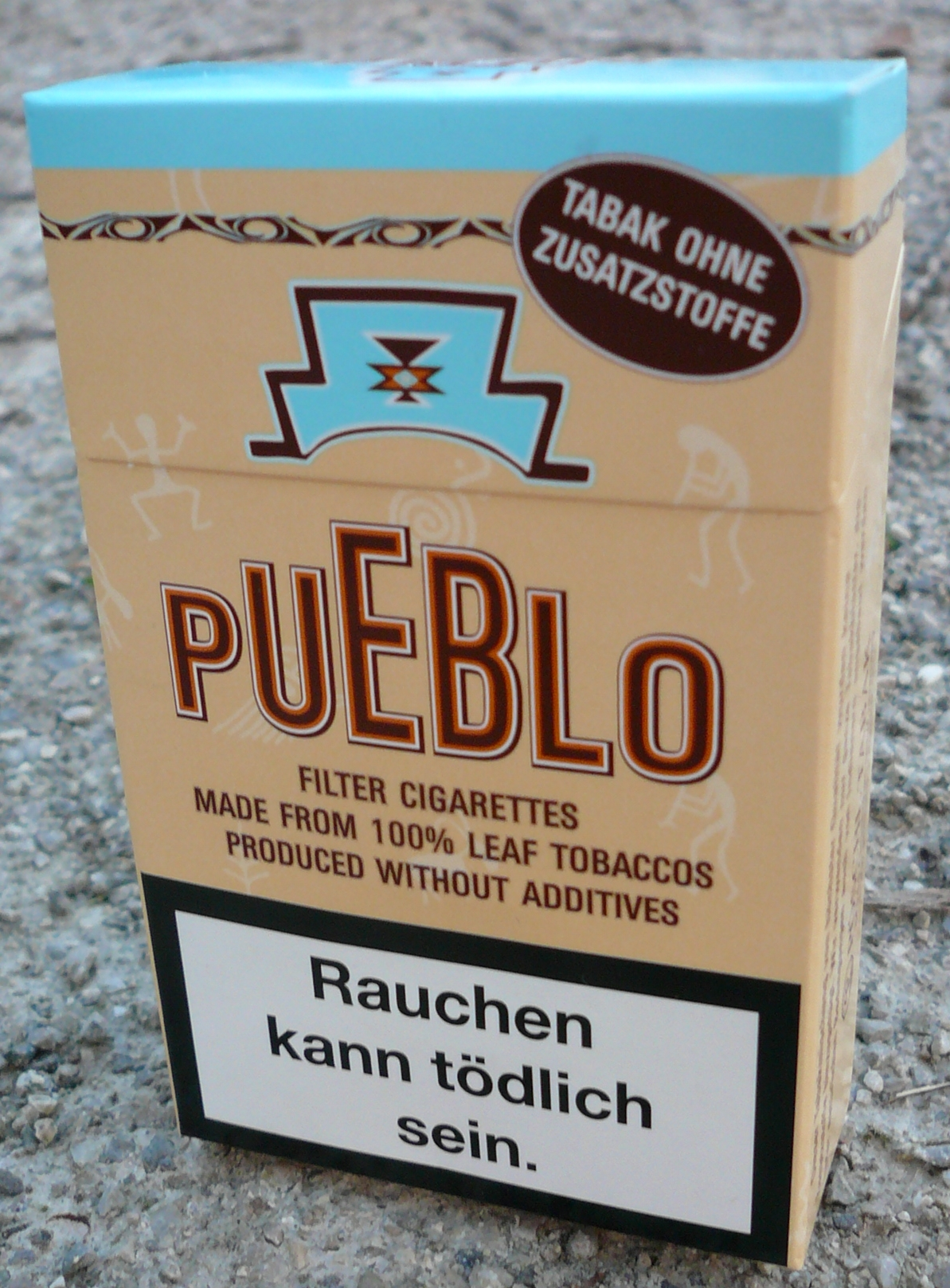
プエブロ

プエブロ（Pueblo）は、2006年にドイツで発売された、伝統的なネイティブアメリカン栽培のアメリカンバージニアタバコを使用した無添加たばこである。たばこ葉への添加物は水のみとなっている。現在はフランス、イタリア、スペインなどヨーロッパ諸国を中心に無添加たばこ市場で大きく販売を伸ばしている。また、他に手巻きたばこの販売もある。
2012年8月20日から日本でも発売（19本410円）。日本では6mg,10mgの2種紙巻、それに手巻用の葉が販売されている。

## 歴史
“プエブロ”とはスペイン語で集落の意味で、アメリカ合衆国のアリゾナ州、ニューメキシコ州を中心に居住しているプエブロ・インディアンに由来している。たばことしては100年以上の歴史を誇るドイツのPöchl Tabak|Pöchl Tabak GmbH & Co. KG.より2006年にドイツ国内で販売が開始された。当初は手巻たばことプエブロクラシック (10mg) のみの販売であったが、現在では手巻たばこ、紙巻3種類 (10mg、8mg、6mg)がヨーロッパ各国にて販売されている。